# 寶琳娜 (愛荷華州)
寶琳娜（英語：Paullina）是一個位於美國愛荷華州奧布賴恩縣的城市。

## 地理
寶琳娜的座標為42°58′43″N 95°43′13″W / 42.97861°N 95.72028°W，而該地的平均海拔高度為430米（即1411英尺）。

## 人口
根據2010年美國人口普查的數據，寶琳娜的面積為2.20平方千米，當中陸地面積為2.20平方千米，而水域面積為0.00平方千米。當地共有人口1056人，而人口密度為每平方千米480人。